# Кагановский, Эфраим
Эфраим Кагановский (1893, Варшава, Царство Польское, Российская империя — 1958, Париж, Франция) — еврейский прозаик. Писал на идиш.

## Биография
Обучался живописи в варшавской Школе изящных искусств. После начала Первой мировой войны уехал из Варшавы в Одессу. В 1921 вернулся в Польшу.
После начала Второй мировой войны в 1939 бежал из Польши в Советский Союз. С 1949 жил в Париже.

## Творчество
Его первый этюд «Байнахт ин дорф» («Ночью в деревне») был напечатан в 1909 году в варшавском еженедельнике.
В 1914 издал свой первый сборник новелл «Мейдлех» («Девушки»).
Опубликовал цикл зарисовок и рассказов о Гражданской войне и еврейских погромах в России. Публиковался в еврейской периодике.
Одним из первых в литературе на идиш изобразил в несколько элегичных тонах, но с живым юмором и глубоким лирико-психологическим подтекстом мир бродяг, воров и т. п.
Его творчество, в целом, образует красочную панораму исчезнувшей ныне жизни различных слоев польского еврейства.

## Избранные произведения
- «Идише шрайбер ин дер хейм» («Еврейские писатели дома») (Париж, 1956),
- «Пойлише йорн» («Польские годы») (Варшава, 1956) и др.[4]

## Источник
- Кагановский Эфраим // Российское зарубежье во Франции, 1919—2000 : биогр. слов. : в 3 т. / под общ. ред. Л. Мнухина, М. Авриль, В. Лосской. — М. : Наука : Дом-музей Марины Цветаевой, 2008. — Т. 1 : А—К. — С. 640. — 794 с. — 1000 экз. — ISBN 978-5-02-036267-3. — ISBN 978-5-02-036267-3 ; ISBN 978-5-93015-104-6 (т. 1).